# اشترالگ
اشترالگ (به آلمانی: Strallegg) یک منطقهٔ مسکونی در اتریش است که در وایتس واقع شده‌است. اشترالگ ۴۱٫۹۷ کیلومتر مربع مساحت دارد ۸۵۰ متر بالاتر از سطح دریا واقع شده‌است.